# スックサムラーン郡
座標: 北緯9度20分41秒 東経98度25分46秒 / 北緯9.34472度 東経98.42944度
スックサムラーン郡（スックサムラーンぐん）はタイ南部ラノーン県の郡の一つ。

## 歴史
スックサムラーン郡は、1992年4月1日にカプー郡の南部地域を分離し、分郡として設置された。さらに2007年5月15日タイ政府は本分郡を含む国内81分郡すべてを郡に昇格させ 8月24日にタイ王国官報で公布した
。

## 地理
スックサムラーン郡は北から時計回りにカプー郡、スラートターニー県バーンタークン郡、パンガー県クラブリー郡 (パンガー県)、西はアンダマン海に面する。
郡の東側半分はクローン・ナーカー野生生物保護区に属する。

## 行政区分
スックサムラーン郡は2のタムボンに分かれ、さらにその下位に13の村（ムーバーン）がある。郡内にはテーサバーン（自治体）はない。2つのタムボンはタムボン行政体により行政が行われている。 
| \| No. \| 名 \| タイ語 \| 村数 \| 人口 \| \| \| 1. \| タムボン・ナーカー \| นาคา \| 7 \| 5,592 \| \| \| 2. \| タムボン・カムプワン \| กำพวน \| 6 \| 5,454 \| \| |                      |        |      |       |  |
| No. | 名                   | タイ語 | 村数 | 人口  |  |
| 1. | タムボン・ナーカー   | นาคา   | 7    | 5,592 |  |
| 2. | タムボン・カムプワン | กำพวน  | 6    | 5,454 |  |

## 注脚
1. ↑  “ประกาศกระทรวงมหาดไทย เรื่อง แบ่งเขตท้องที่อำเภอกะเปอร์ จังหวัดระนอง ตั้งเป็นกิ่งอำเภอสุขสำราญ” (Thai). Royal Gazette 109 (53 ง):  20. (April 22, 1992).
2. ↑  “แถลงผลการประชุม ครม. ประจำวันที่ 15 พ.ค. 2550” (Thai). Manager Online
3. ↑  “พระราชกฤษฎีกาตั้งอำเภอฆ้องชัย...และอำเภอเหล่าเสือโก้ก พ.ศ. ๒๕๕๐” (Thai). Royal Gazette 124 (46 ก):  14–21. (August 24, 2007).